# Internationale Gesellschaft für Menschenrechte

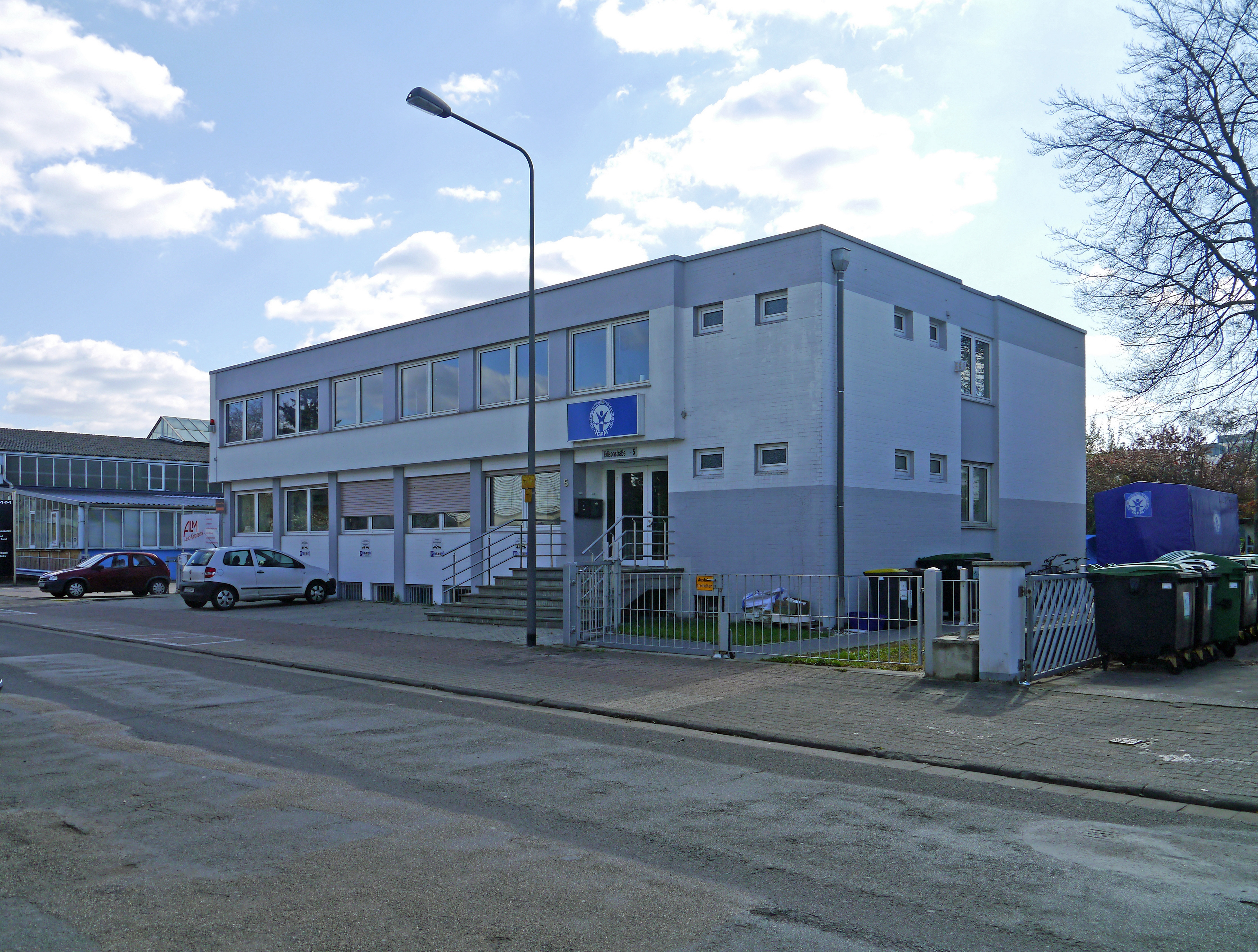
Deutsche Sektion und internationaler Dachverband in Frankfurt-Enkheim

Die Internationale Gesellschaft für Menschenrechte (IGFM) (International Society for Human Rights, ISHR) ist eine Menschenrechtsorganisation mit Sektionen in 48 Ländern der Welt. Die deutsche Sektion hat ihren Sitz wie der internationale Dachverband in Frankfurt am Main.
Nach dem Ende des Kalten Krieges 1989 war sie tiefgreifenden Veränderungen unterworfen und erweiterte ihren Arbeitsbereich deutlich. Sie ist unter anderem Mitglied beim Deutschen Institut für Menschenrechte (DIMR), beim Forum Menschenrechte und in der Union der Opferverbände Kommunistischer Gewaltherrschaft (UOKG e. V.).

## Organisation
Am 8. April 1972 wurde in Frankfurt am Main die Gesellschaft für Menschenrechte (GfM) von 13 Personen, darunter Cornelia Gerstenmaier und Gleb Rahr, gegründet, Initiator war der geborene Russe Iwan Iwanowitsch Agrusow (1924–2012). Fast alle der 13 Gründungsmitglieder waren gleichzeitig Mitglieder des NTS oder standen ihm nahe, darunter der erste Generalsekretär Agrusow und der damalige Schatzmeister Leonid Müller. Die ISHR übernahm Strukturen und Modell von Amnesty International und anderen in den 60er Jahren gegründeten Nichtregierungsorganisationen und ist in der Bundesrepublik Deutschland als gemeinnützig und wohltätig anerkannt. Die in der Bundesrepublik aktiven Menschenrechtsorganisationen Amnesty und GfbV blieben aber aufgrund politischer Differenzen weitgehend auf Distanz zur IGfM.

## Geschichte

### Engagement für Menschenrechte in den kommunistischen Diktaturen in Osteuropa

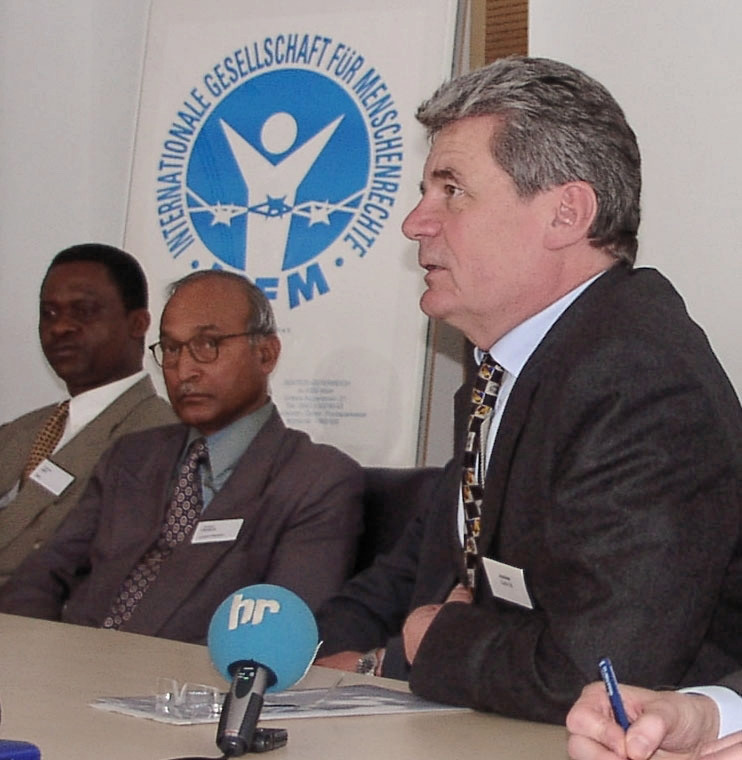
Joachim Gauck bei einer IGFM-Pressekonferenz im Jahr 2002

1982 setzte sich die Internationale Gesellschaft für Menschenrechte gegen das zwischen den USA und der Bundesrepublik Deutschland umstrittene deutsch-sowjetische Erdgas-Röhrengeschäft ein und wies auf den Einsatz von Zwangsarbeitern in der Sowjetunion hin.

### Parteinahme für antikommunistische Rebellen und Diktaturen
Die Internationale Gesellschaft für Menschenrechte nahm insbesondere zum Apartheid-Regime in Südafrika eine v. a. in der deutschen Öffentlichkeit umstrittene Haltung ein. So wurde im Zweijahresbericht von 1985/1986 das Gewaltpotential des ANC hervorgehoben und dargelegt, dass Nelson Mandela als „Terrorist“ eingesperrt sei; die Gründe des schwarzen Widerstands gegen die rassistische Diktatur und die Gewalt, mit der die Weißen über die Schwarzen herrschten, blieben dagegen unterbelichtet.
Die Grünen warfen der Gesellschaft 1987 vor, Partei für die von den USA geförderten Contra-Rebellen und das ihnen nahestehende politische Oppositionsbündnis zu ergreifen und die regierenden Sandinisten einseitig als Verletzer von Menschenrechten zu kritisieren.
Die IGFM griff 1986 Vorwürfe auf, die ein 1985 in Namibia gegründetes Elternkomitee gegen die SWAPO erhoben hatte, nämlich dass die SWAPO in den 1980er Jahren intern eine quasi-stalinistische Säuberungspolitik betrieben, Menschen unter Druck gesetzt, eingesperrt und gefoltert habe. Dadurch, dass die IGFM die Belange des Komitees im Einklang mit der südafrikanischen Regierung leidenschaftlich ausschlachtete, wurden die Berichte von der Solidaritätsbewegung als Propaganda abgetan. Am 6. November 1987 wurde die IGFM von der UN-Vollversammlung als „Handlanger“ des „rassistischen Regimes Südafrikas“ genannt, als sie dessen „Desinformationskampagne“ gegen den namibischen Unabhängigkeitskampf verurteilte.
Der Kuratoriumspräsident der IGFM Ludwig Martin und das Kuratoriumsmitglied Lothar Bossle galten dem Militärregime von Augusto Pinochet als „bewährte Freunde“. 1987 warnten sie die chilenischen Regierungsstellen, dass das Bekanntwerden der Verbrechen in der Colonia Dignidad zu einer Verschlechterung der Beziehungen zwischen Deutschland und dem Pinochet-Regime führen könnte.
1987 kam es auf dem Evangelischen Kirchentag zur Zerstörung des Standes der IGFM durch linke Demonstranten. Auf dem Kirchentag von 1989 verhinderten ebenfalls linke Demonstranten die Veranstaltung einer Podiumsdiskussion, an der die IGFM beteiligt werden sollte.
1990 stellte die Stadt Frankfurt am Main aufgrund der Vorwürfe des Journalisten und ehemaligen IGFM-Mitarbeiters Günter Platzdasch ihre finanzielle Unterstützung für die IGFM auf Antrag von SPD und Grünen wegen vermuteter Verstrickungen mit der rechtsextremen Szene ein.
Unverändert blieb die Arbeit der Internationale Gesellschaft für Menschenrechte in Bezug auf die weiterhin bestehenden kommunistischen Länder Kuba (die IGFM unterstützt dort seit der Gründung 2003 die Bürgerrechtsorganisation Damen in Weiß), Volksrepublik China und Nordkorea. Hinzu kam das Thema Tibet, das vor allem bei der Münchner Arbeitsgruppe beheimatet ist.

### Bekämpfung durch die DDR-Staatssicherheit und deren Aufarbeitung
Am 17. September 1975 erklärte Erich Mielke die Internationale Gesellschaft für Menschenrechte zum Staatsfeind der DDR und leitete nachrichtendienstliche Maßnahmen des Staatssicherheitsdienstes gegen sie ein.
Der damalige Frankfurter Stadtrat und inoffizielle Mitarbeiter der DDR-Staatssicherheit Diether Dehm lieferte der Staatssicherheit Informationen über die Internationale Gesellschaft für Menschenrechte. Der Vorwurf einer systematischen Unterstützung von Diktaturen wie der strukturellen Vernetzung und personellen Verflechtung mit rechtsextremistischen Gruppierungen wurde auf Antrag der IGFM 1997 gerichtlich untersagt.
Machenschaften von Agent provocateurs kommunistischer Geheimdienste sind bekannt geworden. „Als die Gesellschaft einen Zweig in West-Berlin gründete, war gleich dessen erster Vorsitzender ein Stasi-Agent, der interne Querelen provozieren sollte.“ Bernd Moldenhauer, ein früheres Mitglied der Internationale Gesellschaft für Menschenrechte und später der Vereinigung der Opfer des Stalinismus, wurde 1980 von dem West-Berliner Stasi-Mitarbeiter Aribert Freder ermordet. Insgesamt waren über 100 Stasi-Spitzel für die Unterwanderung von Menschenrechtsgruppen eingesetzt. Auch der KGB beteiligte sich an dem Kampf gegen die Internationale Gesellschaft für Menschenrechte.
Nach dem Verbot des Buches Deutsche Gerechtigkeit des Autors Roman Grafe 2006 startete die IGFM einen Aufruf gegen die Einschränkung der Pressefreiheit. 45 Wissenschaftler, Juristen, Polizeibeamte und Autoren (darunter Wolf Biermann und Ralph Giordano) unterschrieben. Im Oktober 2007 wurde die Klage des ehemaligen DDR-Grenzoffiziers Sven Hüber gegen seine Namensnennung abgewiesen.

### Interne Konflikte
1980 erhob das Berliner IGFM-Mitglied Wolfgang Mleczkowski, der 1976 aus der DDR ausreiste und zuvor vom DDR-Staatssicherheit bespitzelt wurde, Vorwürfe zu finanziellen Unregelmäßigkeiten und verschwundenen Akten gegen die IGFM. Mleczkowski spaltete sich mit einer Gruppe von der IGFM ab.
1989 war der Vorstand der Münchener Arbeitsgruppe der Internationale Gesellschaft für Menschenrechte aufgrund eines „defizitären Demokratieverständnisses“ der Zentrale geschlossen zurückgetreten. Das Verhalten der Zentrale entspräche „nicht mehr den Zielen und moralischen Ansprüchen einer Menschenrechtsorganisation“. Im gleichen Jahr legten Erhard Göhl aus Darmstadt und Gontard Jaster aus München ihre Ämter in der IGFM wegen „mangelnder innerer Demokratie und wiederholter Rechtsverstöße an der Spitze der IGFM“ nieder. Die Kritik richtete sich insbesondere gegen den IGFM-Gründer und damaligen geschäftsführenden Vorsitzenden Iwan Agrusow und führte zu mehreren Strafanzeigen ehemaliger Mitarbeiter gegen ihn. Er zog sich 1995 nach zwei Schlaganfällen aus der aktiven Arbeit für die IGFM zurück und war bis zu seinem Tod 2012 Ehrenvorsitzender und Ratgeber der Organisation.
Anfang 2015 wurde Rainer Rothfuß zum neuen Geschäftsführenden Vorsitzenden gewählt, aufgrund vereinsintern und -extern umstrittener Medienauftritte, u. a. bei NewsFront, berief die Leitung des Vereins Rothfuß im Mai 2015 wieder vom Amt ab.

## Mediale Aufmerksamkeit
1982 wählte die Internationale Gesellschaft für Menschenrechte den Sowjetdissidenten Andrei Sacharow zu ihrem Ehrenpräsidenten. Obwohl dieser die Wahl ablehnte, führte ihn die IGFM zwischenzeitlich auf ihren Briefbögen, was zu einer kritischen Berichterstattung führte.
Eine Meldung der IGFM von April 1984 über den zunächst nach Westdeutschland übergelaufenen und danach wieder in die DDR zurückgekehrten DDR-Offizier Klaus-Dieter Rauschenbach, wonach er in der DDR in den Suizid getrieben worden sei, gelangte am 26. und 27. April 1984 bundesweit in die Tagespresse. Diese Meldung erwies sich als falsch und führte zu einer parlamentarischen Anfrage im Bundestag.

## Vorsitzende und Präsidenten (unvollständig)
- Cornelia Gerstenmaier (1973–1978)
- Hellmuth Nitsche (1978–1981)
- Reinhard Gnauck (1981–1995)
- Michael Wichmann (1995–2005)
- Katrin Bornmüller (2005–2014)
- Edgar Lamm (seit 2014)

Geschäftsführende Vorsitzende
- Iwan Agrusow (1972–1995)
- Karl Hafen (1995–2015)
- Rainer Rothfuß (14. März 2015[46] bis 17. Oktober 2015)
- Vakant seit 17. Oktober 2015
- Martin Müller (seit 1. Juni 2016)[47]

Ehrenpräsidenten
- Katrin Bornmüller
- Ludwig Martin

Internationaler Präsident
- Thomas Schirrmacher[48]

Vorstandssprecher
- Martin Lessenthin (seit 2001)

## Stephanus-Stiftung
Die überkonfessionell arbeitende „Stephanus-Stiftung für verfolgte Christen“ unterstützt in Not geratene verfolgte Christen mit einem Zuschuss zum Lebensunterhalt und zu Anwaltskosten. Ferner stellt sie christlichen Gemeinden Bibeln und christliche Literatur zur Verfügung. Sie vergibt einmal im Jahr den mit 1000 Euro dotierten Stephanus-Preis für standhafte Christen in Verfolgerstaaten und einen Sonderpreis für Institutionen, die nachhaltig über verfolgte Christen und ihre Lebenssituation berichten. Die Stephanus-Stiftung wurde treuhänderisch von der Internationalen Gesellschaft für Menschenrechte (IGFM) verwaltet. Der Preis ist nach dem Diakon der christlichen Urgemeinde, Stephanus, benannt, der als erster Märtyrer wegen seines Bekenntnisses zu Jesus Christus gesteinigt wurde. Gründer der Stiftung ist der 2023 verstorbene Oberstudienrat Wolfgang Link, Gengenbach.
Unter den Preisträgern der vergangenen Jahre waren der eritreische Patriarch Abuna Antonios, Rechtsanwalt Nguyen Van Dai in Vietnam, Erzbischof Louis Sako oder auch der ägyptische Jesuitenpater Samir Khalil Samir. Mit dem Sonderpreis wurden Institutionen wie CLAAS in Pakistan und die Evangelische Nachrichtenagentur Idea geehrt. 2015 ging der Preis posthum an den ermordeten armenisch-katholischen Erzbischof von Mardin, Ignatius Maloyan.
Im September 2016 wurde bekannt, dass die Stephanus-Stiftung künftig nicht mehr treuhänderisch von der Internationalen Gesellschaft für Menschenrechte, sondern vom Stiftungs- und Nachlassmanagement der Frankfurter Sparkasse verwaltet wird.